# سیکلوپروپن
سیکلوپروپن (به انگلیسی: Cyclopropene) با فرمول شیمیایی C3H4 یک ترکیب شیمیایی با شناسه پاب‌کم 
۱۲۳۱۷۳ است؛ که جرم مولی آن ۴۰٫۰۶۵ گرم بر مول می‌باشد.